# کامپومورونه
کامپومورونه (به ایتالیایی: Campomorone) یک کومونه در ایتالیا است که در استان جنوا واقع شده‌است.

## خصوصیات
کامپومورونه ۲۶٫۱ کیلومترمربع مساحت و ۷٬۳۰۰ نفر جمعیت دارد و ۱۱۸ متر بالاتر از سطح دریا واقع شده‌است.

## خواهرخوانده
شهر سان نیکولاس ده لوس فرخ شهر خواهرخواندهٔ کامپومورونه هست.